# Ruud Ouwehand
Ruud Ouwehand (Amsterdam, 1958) is een Nederlandse jazzcontrabassist, docent en componist. Hij is als programmeur al decennia verbonden aan Jazzpodium de Tor in Enschede.

## Biografie
Ouwehand studeerde contrabas aan het Hilversums Conservatorium en studeerde daar in 1985 af. Daarna bouwde hij een loopbaan op als sideman en (co)leider in uiteenlopende formaties. Van 1994 tot 2003 maakte hij deel uit van het Armando Kwartet; hun album The Violinist werd in 1995 bekroond met een Edison (categorie instrumentaal).
In de loop van zijn carrière trad Ouwehand op tijdens jazzfestivals in binnen- en buitenland, waaronder het North Sea Jazz Festival, Jazz at the Bouwmeester, het Hoffestival en de Kiel Jazz-Tage. Hij gaf concerten in onder meer Moskou, Berlijn, Lissabon, Parijs, Amsterdam, Antwerpen en op diverse locaties in Indonesië.

## Jazzpodium de Tor
Ouwehand is sinds 1990 betrokken bij de programmering van Jazzpodium de Tor en sinds 2003 als hoofdprogrammeur; tevens maakt hij sinds 1985 deel uit van het huisorkest. Op 25 maart 2016, zijn 58e verjaardag, ontving hij in de Tor het Gouden Torretje, “een onderscheiding die we maar zelden uitreiken en alleen aan mensen die echt iets bijzonders hebben betekend voor De Tor”.

## Onderwijs
Ouwehand was docent contrabas, solfège, harmonieleer, methodiek en ensemblecoaching aan het ArtEZ Conservatorium (Enschede) en het Conservatorium van Amsterdam. In het studiejaar 2016–2017 was hij gastprofessor jazz-contrabas aan de Hochschule für Künste Bremen (DE).

## Discografie

### Als (co)leider
| Jaar        | Titel                                                                  | Bezetting / rol                                                                        | Label of toelichting       |
| ----------- | ---------------------------------------------------------------------- | -------------------------------------------------------------------------------------- | -------------------------- |
| 2006        | Live at De Tor – In Memory of Peter Huijts                             | met Bart van Lier (tb), Peter Nieuwerf (git)                                           | Maxanter (cd)              |
| 2007        | Live in de Tor                                                         | met Jan Wessels (trompet/bugel), Hermine Deurloo (mondharmonica), Peter Nieuwerf (git) | De Tor – TORTAKES 001 (cd) |
| 2013 / 2015 | Foolin’ Around                                                         | duo met Peter Nieuwerf; 2015 digitale heruitgave                                       | —                          |
| 2015        | Trio                                                                   | met Paul Heller (ts), John Engels (drs)                                                | Mons Records (cd/digitaal) |
| 2025        | De Muziek van Ruud Ouwehand (with Sebastian Altekamp) – Live in De Tor | met Sebastian Altekamp (p); composities Ouwehand                                       | lp/digitaal                |
| 2025        | Dutch Masters                                                          | duo met Jan Wessels (trompet)                                                          | digitaal                   |

### Als sideman
| Jaar | Artiest / act                                                       | Titel                             | Rol / notitie                                |
| ---- | ------------------------------------------------------------------- | --------------------------------- | -------------------------------------------- |
| 1982 | Rivertown Jazzband                                                  | 1952–1982                         | contrabas — gecrediteerd als “Rudy Ouwehand” |
| 1992 | Greetje Kauffeld (trio & kwintet)                                   | European Windows                  | contrabas                                    |
| 1994 | Armando Kwartet                                                     | From the Shadows of Time          | contrabas                                    |
| 1995 | Armando                                                             | The Violinist                     | contrabas — Edison Instrumentaal 1995        |
| 1997 | Armando Kwartet                                                     | Armando leest en speelt           | contrabas                                    |
| 2001 | Soesja Citroen                                                      | Soesja sings Citroen              | contrabas                                    |
| 2006 | Soesja Citroen                                                      | Don’t Cry Baby                    | contrabas                                    |
| 2008 | Soesja Citroen                                                      | Collected Songs                   | contrabas                                    |
| 2008 | Herman Finkers                                                      | Audiotheek (16-cd box)            | contrabas (credit)                           |
| 2013 | Hassenstein/Verwey Quartet                                          | Rays of Light                     | contrabas                                    |
| 2013 | Diet Gerritsen / Pret à Partir                                      | Ik maak voor jou een andere kroon | contrabas                                    |
| 2014 | Diederik Eggenkamp Trio                                             | Eastbound                         | contrabas                                    |
| 2018 | Louis van Dijk Trio                                                 | De Witte CD (live, NLS De Witte)  | contrabas                                    |
| 2021 | Marijn Ouwehand / Berend van den Berg / John Engels / Ruud Ouwehand | PUUR                              | contrabas                                    |